# Eruzione sottomarina

Schema di un'eruzione sottomarina.
1 Nube di vapore acqueo
2 Acqua
3 Stratum
4 Flusso di lava
5 Condotto della lava
6 Camera magmatica
7 Argine
8 Cuscino di lava

Le eruzioni sottomarine sono quelle eruzioni vulcaniche che si svolgono sotto la superficie dell'acqua. Queste si verificano nei margini costruttivi, nelle zone di subduzione e all'interno delle placche tettoniche a causa di punti caldi. Questo tipo di eruzione è molto più diffuso delle eruzioni subaeree. Per esempio, si ritiene che il 70-80 % della produzione di magma terrestre avvenga nelle dorsali oceaniche.

## Rilevamento
Le eruzioni sottomarine sono meno studiate rispetto ai vulcani subaerei a causa della loro inaccessibilità. L'evoluzione della tecnologia significa che i vulcani sottomarini ora possono essere studiati più in dettaglio. Nonostante questi progressi, la comprensione è ancora limitata. Le dorsali oceaniche medie per esempio sono i sistemi vulcanici più attivi sulla Terra, ma solamente il 5% circa della loro lunghezza è stato studiato in dettaglio.
La conoscenza iniziale di queste eruzioni è provenuta da rocce vulcaniche recuperate dal fondo dell'oceano quando sono state fatte delle riparazioni al cavo telegrafico transatlantico nel 1800. Più recentemente sono state utilizzate varie tecniche per studiare queste eruzioni con un'evoluzione significativa a partire dal 1990. Queste tecniche includono l'uso di sommergibili telecomandati in grado di condurre le indagini del fondo dell'oceano. L'uso di reti di idrofoni permette di rilevare le eruzioni vulcaniche. Dei sommergibili possono essere inviati in risposta a queste rilevazione per registrare l'esito della eruzione. Altri strumenti hanno incluso segnali sismici, onde acustiche e 'multibeam mapping' (lett. mappatura multiraggio) UAV ad alta risoluzione
Si sta riuscendo a studiare eruzioni sempre più profonde. Ad esempio, un'eruzione esplosiva a West Mata a Lou baisn ad una profondità di 1200 m è stata studiata utilizzando dei sommergibili.

## Da cosa dipendono le sue caratteristiche
C'è molta variazione nelle caratteristiche delle eruzioni sottomarine. Queste caratteristiche cambiano a causa di varie variabili, tra cui:
- la viscosità del magma
- la profondità dell'acqua
- tasso di effusione
- il contenuto volatile.

Molti studi evidenziano gli effetti della pressione, la quale aumenta in proporzionalità diretta con la profondità. Si ritiene che un aumento della pressione limiti il rilascio di gas volatili, permettendo solamente le eruzioni effusive. Questo non significa che le eruzioni esplosive non si verifichino in profondità, ma solo che è necessario un maggiore contenuto volatile. È stato stimato che a 500 m l'attività esplosiva associata a basalti è soppressa, mentre una profondità superiore a 2300 m sarebbe sufficiente a prevenire la maggior parte delle attività esplosiva della lava riolitica.